# Ваддингтон (гора)
Гора Ваддингтон (англ. Mount Waddington) або «Тайна Гора»  — гора в гірській системі Ваддингтон, Берегового хребта (Британська Колумбія, Канада).

## Географія
Гора розташована північніше від бухт Б'ют та Найт, східніше від річки Гоматко (англ. Homathko River) та західніше від річки Клінакліні (англ. Klinaklini River).
Гора є третьою за висотою (4016 м) вершиною у провінції Британська Колумбія (після вершин Феруетер (4663 м) та Квінсі-Адамс (4133 м) у Горах Святого Іллі на границі з Аляскою) і є найвищою із вершин, що цілком належить провінції Британська Колумбія на заході Канади.
Гора названа на честь Алфреда Ваддингтона (англ. Alfred Waddington) — канадського політика.
Першими підкорили вершину гори у 1936 році Фріц Вейснер Хауз (англ. Fritz Wiessner) та Вільям Хауз(англ. William House).